# Вилем ван Ханегем
Вилем (Вим) ван Ханегем (на холандски Wim van Hanegem) е холандски състезател и треньор по футбол, световен вицешампион през 1974. Защитник с отличен поглед над играта. Наричат го „Де Кроме“ („Кривия“). По-късно работи като коментатор за „Canal Plus“ и „NOS“.

## Ранни години
Роден е в Брескенс срещу Влисинген от другата страна на реката Вестерсхелде. През лятото на 1944 германската 15-а армия бяга на север от Кале в посока Холандия. На 11 септември Англия бомбардират позициите на германците близо до фериботната връзка между Брескенс и Влисинген. Предупредените хора напускат града, но баща му Ло и брат му Исак се връщат, за да вземат провизии. Те намират подслон в едно скривалище и, когато то е поразено от бомбите, Ло спасява живота на Вим на цената на своя живот. Общо 199 цивилни граждани загиват. През 1946 майка му и цялото семейство заедно с Вим потеглят за Утрехт.
В новия град треньорът на „Ферлокс“ Дан ван Бек открива таланта му и Вим играе там през 1962-1966. После преминава в „Xerxes/DHC“ (1966-1968).

## Футболна кариера

### Състезател
Бързо пробива във футбола след като през 1968 преминава в ротердамския „Фейенорд“. С него ротердамци стават първия холандски европейски клубен шампион през 1970, година преди преките им конкуренти от „Аякс“ да спечелят същия трофей три поредни години. На финала в Милано през 1970 „Фейенорд“ побеждава „Селтик“ (Глазгоу) с 2:1. Играе на Световното първенство по футбол през 1974 и става втори. През същата година „Фейенорд“ печели титлата в Холандия и Купата на УЕФА срещу „Тотнъм“. През 1976 преминава в „АЗ“ (Алкмар) и през 1979 отива да играе в САЩ за „Чикаго Стинг“, където иска да приключи своята състезателна кариера. През същата година обаче се завръща в Холандия и играе в „Утрехт“ от 1979 до 1981 и отново във „Фейенорд“ от 1981 до 1983, когато се приключва кариерата си на футболист.
Има 52 мача за „лалетата“, от които статистиката за Холандия е 32-10-10. Отбелязва 6 гола.
Дебютира в националния отбор на 30 май 1968 срещу Шотландия (0-0) на Олимпийския стадион в Амстердам. Последният му мач за националния отбор е на 26 септември 1979 срещу Белгия (1-0 за Холандия). Изиграва три мача срещу България – на 27 октомври 1968 (2:0 за България), на 22 октомври 1969 (1:1) и на 23 юни 1974 (4:1 за Холандия).

### Треньор
След като приключва активната състезателна кариера, Ханегем става помощник-треньор във „Фейенорд“ (1983-1986). Помощник-треньор в „Утрехт“ (1986-1989) и във „Вагениген“ (1990-1991). По-късно е старши треньор на Ал-Хилал (Саудитска Арабия през 1995-1996, на „АЗ“ през 1997-1999 и на „Спарта“ (Ротердам) през 2001. През 1992-1995 ръководи „Фейенорд“.
Работи в холандската футболна федерация през 1991-1992 като треньор на аматьорския национален футболен отбор. Помощник на Дик Адвокат в холандския национален отбор от 2002 до 2004.

## Успехи

### Футболист
- Шампион на Холандия: 1969, 1971, 1974
- Купа на Холандия: 1969, 1978
- Купа на европейските шампиони: 1970 (2:1 срещу „Селтик“ в Милано)
- Междуконтинентална купа: 1970 (срещу „Естудиантес де ла Плата“)
- Купа на УЕФА: 1974 (срещу „Тотнъм“)

- Световен вицешампион по футбол: 1974

### Треньор
- Шампион на Холандия: 1984 (пом.-треньор), 1993
- Купа на Холандия: 1984 (пом.-треньор), 1994, 1995
- Шампион на Саудитска Арабия: 1996
- Шампион на Първа дивизия на Холандия: 1998